# Aimar Sagastibeltza
Aimar Sagastibeltza Caballero (Leiza, Navarra, 5 de julio de 1984) es un exfutbolista español que jugaba como defensa.

## Trayectoria
Aimar comenzó a jugar en las filas del Tolosa Club de Fútbol, en 2003, en categoría regional. En 2006 se marchó a la SD Beasáin de Tercera División. Un año más tarde fichó por el CF Pobla de Mafumet, filial del Gimnàstic de Tarragona. En su segunda campaña tuvo dos apariciones en Segunda División con el club grana. En septiembre de 2009 se marchó al CD Teruel, con el que logró el ascenso a Segunda B en su primera campaña.
En julio de 2012 firmó por la SD Eibar, que se encontraba en Segunda B, aunque apenas tuvo protagonismo. Un año más tarde llegó al Real Unión, donde jugó 141 encuentros en cinco temporadas. En 2018 firmó por la SD Gernika, donde fue titular indiscutible aunque no pudo mantener la categoría. Su siguiente club fue la SD Amorebieta, con el que logró el ascenso a Segunda División en su segunda temporada.
El 1 de julio de 2022 se incorporó al Barakaldo CF.En el cuadro fabril logró dos ascensos consecutivos, retirándose en junio de 2024.
En julio de 2024 se incorporó al cuerpo técnico del Real Unión como ayudante de Mikel Llorente.

## Clubes
| Club                   | País   | Año         |
| ---------------------- | ------ | ----------- |
| Tolosa CF              | España | 2003 - 2006 |
| SD Beasáin             | España | 2006 - 2007 |
| CF La Pobla de Mafumet | España | 2007 - 2009 |
| CD Teruel              | España | 2009 - 2012 |
| SD Eibar               | España | 2012 - 2013 |
| Real Unión             | España | 2013 - 2018 |
| SD Gernika             | España | 2018 - 2019 |
| SD Amorebieta          | España | 2019 - 2022 |
| Barakaldo CF           | España | 2022 - 2024 |